# Duke of Westminster

Wappen des Herzogs von Westminster

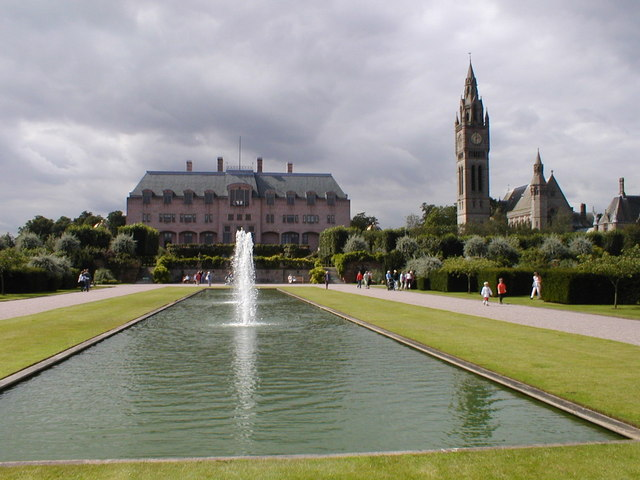
Eaton Hall, Cheshire

Hugh Grosvenor, 1. Duke of Westminster

Duke of Westminster (Herzog von Westminster) ist ein erblicher britischer Adelstitel in der Peerage of the United Kingdom. Der Titel ist nach dem Londoner Stadtteil Westminster benannt.
Der hauptsächlich genutzte Landsitz der Familie ist Eaton Hall, in der Nähe von Chester in Cheshire im Nordwesten Englands; daneben wird Ely Lodge im nordirischen County Fermanagh genutzt. Die Familie besaß in der Vergangenheit außerdem ein großes Stadthaus in der Londoner Park Lane, das Grosvenor House genannt wurde.

## Verleihung und nachgeordnete Titel
Der Titel wurde am 27. Februar 1874 von Königin Victoria an Hugh Grosvenor, 3. Marquess of Westminster, verliehen. Er führte bereits seit 1869 die fortan nachgeordneten Titel 3. Marquess of Westminster, 4. Earl Grosvenor, 4. Viscount Belgrave, 4. Baron Grosvenor und 11. Baronet, of Eaton.
Der Titel Marquess of Westminster war am 13. September 1831 in der Peerage of the United Kingdom seinem Großvater Robert Grosvenor, 2. Earl Grosvenor, bei der Krönung von Wilhelm IV. verliehen worden. Dessen Vater Sir Richard Grosvenor, 7. Baronet, war von Georg III. in der Peerage of Great Britain am 8. April 1761 zum Baron Grosvenor, of Eaton in the County of Chester, und am 5. Juli 1784 zum Earl Grosvenor und Viscount Belgrave, of Belgrave in the County of Chester, erhoben worden. Dessen Ur-ur-urgroßvater, der Unterhausabgeordnete Sir Richard Grosvenor, war am 23. Februar 1622 in der Baronetage of England der Titel Baronet, of Eaton in the County of Chester, verliehen worden.
Der Heir Apparent des jeweiligen Herzogs führt den Höflichkeitstitel Earl Grosvenor, dessen Heir Apparent den Höflichkeitstitel Viscount Belgrave.

## Vermögen
Der heutige Duke of Westminster zählt mit einem geschätzten Vermögen von ca. 9,9 Mrd. £ zu den reichsten Männern Großbritanniens. Im Forbes Magazine von 2009 wurde er in der Liste der reichsten Personen der Welt auf Platz 29 geführt. Er verfügt u. a. über Grundbesitz von ca. 1,2 km2 Größe in den Londoner Nobelstadtteilen Mayfair, Belgravia und Pimlico, davon allein 770.000 m2 im an den Buckingham Palast angrenzenden Belgravia, sowie über den Landsitz Eaton Hall in Cheshire.

## Liste der Titelträger

### Grosvenor Baronets, of Eaton (1622)
- Sir Richard Grosvenor, 1. Baronet (1584–1645)
- Sir Richard Grosvenor, 2. Baronet (1604–1664)
- Sir Thomas Grosvenor, 3. Baronet (1656–1700)
- Sir Richard Grosvenor, 4. Baronet (1689–1732)
- Sir Thomas Grosvenor, 5. Baronet (1693–1733)
- Sir Robert Grosvenor, 6. Baronet († 1755)
- Sir Richard Grosvenor, 7. Baronet (1731–1802) (1761 zum Baron Grosvenor und 1784 zum Earl Grosvenor erhoben)

### Earls Grosvenor (1784)
- Richard Grosvenor, 1. Earl Grosvenor (1731–1802)
- Robert Grosvenor, 2. Earl Grosvenor (1767–1845) (1831 zum Marquess of Westminster erhoben)

### Marquesses of Westminster (1831)
- Robert Grosvenor, 1. Marquess of Westminster (1767–1845)
- Richard Grosvenor, 2. Marquess of Westminster (1795–1869)
- Hugh Grosvenor, 3. Marquess of Westminster (1825–1899) (1874 zum Duke of Westminster erhoben)

### Dukes of Westminster (1874)
- Hugh Grosvenor, 1. Duke of Westminster (1825–1899)
- Hugh Grosvenor, 2. Duke of Westminster (1879–1953)
- William Grosvenor, 3. Duke of Westminster (1894–1963)
- Gerald Hugh Grosvenor, 4. Duke of Westminster (1907–1967)
- Robert George Grosvenor, 5. Duke of Westminster (1910–1979)
- Gerald Grosvenor, 6. Duke of Westminster (1951–2016)
- Hugh Grosvenor, 7. Duke of Westminster (* 1991)

Aktuell existiert kein Titelerbe auf das Dukedom. Heir Presumptive auf die übrigen Titel ist Francis Grosvenor, 8. Earl of Wilton (* 1934).